# 梅塔利夫卡
50°7′28″N 36°49′34″E / 50.12444°N 36.82611°E
梅塔利夫卡（烏克蘭語：Металівка）是位於烏克蘭東部的村莊，由哈爾科夫州丘胡伊夫区的舊薩爾蒂夫市鎮負責管轄。該村始建於1795年，面積0.3平方公里，海拔高度103米，2001年人口77。